# Albert Crusius
Karl Gustav Emil Albert Crusius (* 19. Januar 1820 in Brandenburg an der Havel; † 19. Januar 1884 in Kolbermünde) war ein preußischer Generalmajor und Kommandeur der 5. Feldartillerie-Brigade.

## Leben

### Herkunft
Albert war ein Sohn des preußischen Premierleutnants Johann Gotthilf Ludwig Crusius (1789–1862) und dessen Ehefrau Johanna, geborene Blell (1800–1830).

### Militärkarriere
Crusius besuchte das Gymnasium in Stendal und trat nach seinem Abschluss als Kanonier in die 3. Artilleriebrigade der Preußischen Armee ein. Vom 1. Oktober 1838 bis zum 30. Juni 1841 war er zur weiteren Ausbildung an die Vereinigte Artillerie- und Ingenieurschule kommandiert und avancierte Anfang Oktober 1840 zum außeretatsmäßigen Sekondeleutnant. Am 6. Januar 1842 wurde er als Artillerieoffizier in die 2. Artilleriebrigade versetzt. Anschließend ernannt man ihn am 1. April 1844 zum Abteilungsadjutant. Am 26. Dezember 1848 der Brigade aggregiert und in die Feuerwerksabteilung versetzt. Er kam am 22. März 1849 als 2. Adjutant zur 1. Artillerie-Inspektion und wurde der 2. Artillerie-Brigade aggregiert. Am 22. Juni 1852 zum Premierleutnant befördert, stieg er am 26. Juni 1855 zum Adjutanten auf. Er wurde am 1. Februar 1857 zum Hauptmann befördert und am 1. Mai 1858 mit Patent vom 14. Oktober 1853 als Batteriechef in das 5. Artillerie-Regiment versetzt. Dort stieg er am 17. März 1863 zum Major auf. Am 7. Juli 1864 kam er in die 8. Artilleriebrigade und wurde Artillerieoffizier vom Platz in Luxemburg. Am 15. März 1866 wurde er unter Belassung in seiner Stellung in die 3. Artillerie-Brigade versetzt. Er wurde am 31. Dezember 1866 mit Patent vom 30. Oktober 1866 zum Oberstleutnant befördert. Am 19. Januar 1867 kam er unter Belassung in seiner Stellung wieder zum Artillerieoffizier vom Platz in Luxemburg und zur 8. Artillerie-Brigade versetzt. Am 14. Januar 1868 wurde er als Kommandeur in die 1. Abteilung des Feldartillerie-Regiments Nr. 4 versetzt, dazu bekam er am 19. Januar 1868 den Kronen-Orden III. Klasse. Er wurde am 13. Mai 1869 zum Kommandeur des Feldartillerie-Regiments Nr. 4 ernannt und am 18. Juni 1869 zum Oberst befördert.
Während der Mobilmachung anlässlich des Krieges gegen Frankreich war Crusius Kommandeur der Korpsartillerie des IV. Armee-Korps. In dieser Eigenschaft nahm er an den Kämpfen bei Beaumont, Sedan, Pierrefitte, Eponay und am Mont Valerien sowie der Belagerung von Paris Teil. Ausgezeichnet mit beiden Klassen des Eisernen Kreuzes wurde er nach dem Krieg am 8. August 1872 unter Stellung à la suite seines Regiments zum Kommandeur der 5. Artillerie-Brigade ernannt. Am 26. Oktober 1872 erfolgte die endgültige Trennung von Feld- und Fuß-Artillerie. Crusius wurde dann Kommandeur der 5. Feldartillerie-Brigade. Am 2. September 1873 zum Generalmajor befördert, wurde er am 12. November 1874 mit Pension zur Disposition gestellt, dazu erhielt er den Roten Adlerorden II. Klasse mit Eichenlaub. Er starb am 19. Januar 1884 in Kolbermünde.

### Familie
Crusius heiratete am 19. Dezember 1845 in Kolberg Marie Stumpff (1823–1888), eine Tochter des Rektors der Domschule Stumpff aus Kolberg. Das Paar hatte sieben Söhne und zwei Töchter; darunter der spätere Major Friedrich Wilhelm Albert Crusius (* 1856).

## Werke
- Der Winterfeldzug in Holland, Brabant und Flandern, eine Episode aus dem Befreiungskriege 1813 und 1814. Luxemburg, 1865.